# جون بي. مور
جون بي. مور (بالإنجليزية: John B. Moore)‏ هو مهندس أسترالي، ولد في 1941، وتوفي في 2013.